# Afektová teorie
Představa afektová teorie (německy Affektenlehre) vychází už z antického Řecka a říká, že afekty jako radost, smutek či bolest, lze hudebně vyjádřit a hudba může takové pocity a hnutí mysli u posluchače vyvolávat.
Afektová teorie je oblastí hudební teorie období baroka, která se zabývá vztahem mezi afektem a možnostmi jeho vyjádření v hudbě. Na základě přijetí společných znaků řeči a hudebního jazyka (Musica Poetica) je úzce spjata s afektovou teorií rétoriky.
Původ slova afekt:
- lat. affectus, stav, nálada, pocit, vášeň, touha, náklonnost, láska
- lat. afficere, affectum: jednat, být v určité náladě, vzrušit, naladit (se)

## Dějiny
Kořeny afektové teorie sahají až do antického Řecka (etické hodnocení hudby u Platóna).
Již hudba v renesanci a raném baroku např. v madrigalech se snaží také pomocí hudebních prostředků vyjadřovat afekt obsažený v textu. Těchto slohových výrazových prostředků se užívá rovněž v instrumentální hudbě a zvláště pak v opeře.
V 17. s 18. století se afektovou teorií zabývali ve svých hudebně teoretických pracích např. Michael Praetorius (Syntagma musicum, 1619), Marin Mersenne (Harmonie universelle, 1636), Athanasius Kircher (Musurgia universalis, 1650), Johann Mattheson (Der vollkommene Kapellmeister, 1739). Systematizaci a kanonizaci afektové torie provedl Friedrich Wilhelm Marpurg (1718–1795). Nakolik jsou tyto teoretické koncepty ve shodě s tehdejší hudební praxí je sporné. Marpurg svým spisem způsobil nedorozumění ve starších výzkumech. Niterné vztahy mezi teorií a praxí, jaké panovaly v 19. století, není možné s jistotou určit.
Obzvláště intenzivně připomínaná byla hudební přeměna afektu u Johanna Sebastiana Bacha (Albert Schweitzer: Bach, 1908. Immanuel Tröster: Joh. Seb. Bach, 1984)
Afektová teorie je platná dodnes a v současnosti má zřejmě i větší dopad na hudební praxi, než v samotném baroku. Snahy o „bezprostřední“ výraz se od konce 18. století řídily barokními formulemi a tím také afektovou a figurální teorií. Hudební proudy ve 20. století, jako např. neoklasicismus, naproti tomu přehodnotily symbolické znázornění emocí afektové teorie, čímž vytvořily protiváhu vzrůstajícímu významu afektu v době pozdního romantismu.

## Afekty
- Platón dělí afekty do čtyř kategorií: radost, žal, touha, strach
- Aristoteles charakterizuje jedenáct afektů, které jsou zpravidla směsicí radosti (smutku) a lístosti: touha, hněv, strach, odvaha, závist, radost, láska, nenávist, touha, žárlivost a soucit.
- René Descartes (1596–1650), ve svém díle Traité des passions de l'âme/ Pojednání o citech duše (Paříž 1649) popisuje šest základních forem afektů, jež mohou být vzájemně kombinovány v různých formách:

1. Radost (joie)
2. Nenávist (haine)
3. Láska (amour)
4. Smutek (tristesse)
5. Touha (désir)
6. Údiv (astonishment)